# 阿道夫·凯因茨
阿道夫·凯因茨（德語：Adolf Kainz，1903年6月5日—1948年7月12日），奥地利男子皮划艇运动员。他曾代表奥地利参加1936年夏季奥林匹克运动会皮划艇比赛，搭档阿尔方斯·多夫纳获得男子双人皮艇1000米金牌。